# Trichopterna lucasi
Trichopterna lucasi là một loài nhện trong họ Linyphiidae.
Loài này thuộc chi Trichopterna. Trichopterna lucasi được Octavius Pickard-Cambridge miêu tả năm 1875.